# Tratado de Não Proliferação de Armas Nucleares
O Tratado de não proliferação de armas nucleares (TNP) é um acordo entre Estados soberanos assinado em 1968, vigorando a partir de 5 de março de 1970. Atualmente conta com a adesão de 189 países, cinco dos quais reconhecem ser detentores de armas nucleares: Estados Unidos, Rússia, Reino Unido, França e China — que são também os cinco membros permanentes do Conselho de Segurança da ONU.
Em sua origem, o Tratado tinha como objetivo limitar o armamento nuclear desses cinco países — sendo que a antiga União Soviética foi substituída pela Rússia —, que ficaram obrigados a não transferir essas armas para os chamados "países não nucleares", nem auxiliá-los a obtê-las. A China e a França, entretanto, não ratificaram o tratado até 1992.
Considerado pelos seus signatários como pedra fundamental dos esforços internacionais para evitar a disseminação de armas nucleares e para viabilizar o uso pacífico de tecnologia nuclear da forma mais ampla possível, o Tratado, paradoxalmente, apoia-se na desigualdade de direitos, uma vez que congela a chamada geometria do poder nuclear em nome da conjuração do risco de destruição da civilização.
Estados Unidos, Rússia, França, Reino Unido e China — todos signatários do TNP — possuem 90% das armas nucleares, sendo o restante distribuído entre Índia, Paquistão, Israel e Coreia do Norte.

## Acordo
Até o presente, 189 países ratificaram o documento, e nenhum deles se retirou do Pacto, exceto a Coreia do Norte, que o fez em 2003. Em 1998, o então presidente Fernando Henrique Cardoso, já no final de sua primeira gestão, decidiu assinar o acordo. A tramitação, no Congresso brasileiro, do projeto que solicitava a autorização para o país subscrever o tratado teve fim em julho de 1998, após passar pelo Senado Federal.
Os signatários não detentores de armas nucleares concordaram em não desenvolver ou adquirir esse tipo de arma, embora possam pesquisar e desenvolver a energia nuclear para fins pacíficos, desde que monitorizados por inspetores da Agência Internacional de Energia Atômica (AIEA), sediada em Viena, na Áustria.

## Problemas e críticas

Países com armas nucleares:
Estados signatários do TNP com armas nucleares (China, França, Rússia, Reino Unido e EUA)
Estados não-signatários do TNP com armas nucleares (Índia, Coreia do Norte, Paquistão)
Estados com armas nucleares não declaradas (Israel)
Estados que compartilham armas através da OTAN
Estados que possuíam armas nucleares anteriormente

Índia, Paquistão e Israel são não signatários do tratado, mas os dois primeiros admitem que já realizaram testes nucleares enquanto Israel nunca o fez, no entanto nunca negou que tenha armas nucleares. A Índia tem criticado o monopólio nuclear perpétuo que o tratado representa, por dizer que ele legitima as armas existentes, mas não reconhece outras, criando um cenário que o país identifica enquanto um "apartheid nuclear".
Mas o tratado teve seus efeitos. A África do Sul e toda a América Latina abandonaram toda atividade nuclear para fins não pacíficos. Até agora, os inspetores da AIEA foram autorizados a visitar apenas os lugares declarados pelos signatários do tratado. Mas, depois do caso do Iraque, seus poderes foram ampliados, e os inspetores foram autorizados a fazer um trabalho especial nos países que fazem parte do tratado, incluindo pesquisa em lugares que não tinham sido declarados.
Os novos poderes da AIEA provocaram uma crise com a Coreia do Norte em 1993: o país, que tinha se juntado ao tratado em 1985, ameaçou se retirar. Os norte-coreanos iniciaram o período de 100 dias de aviso prévio exigido dos signatários que desejam se retirar, mas foram persuadidos pelos Estados Unidos a suspender esse movimento um dia antes do fim do prazo. De acordo com a AIEA, esse aviso prévio de 1999 não teria validade. Um porta-voz da agência disse à BBC que, do ponto de vista legal, a Coreia do Norte teria que informar a todos os outros signatários e ao Conselho de Segurança da ONU sobre suas intenções de se retirar do tratado, antes que o período de aviso prévio começasse a ter validade.
O programa de energia nuclear do Irã é usado como pretexto para os Estados Unidos alegarem que o país desenvolve capacidade nuclear militar, o que tem provocado tensão crescente no Oriente Médio, apesar das declarações do governo do Irã de que o programa destina-se ao fornecimento de energia e uso científico — não para fins bélicos.
Israel, que desenvolveu tecnologia nuclear suficiente para fabricar armas nucleares, é citado pelo instituto como detentor de capacidade atômica militar. Segundo David Albright, Frans Berkhout e William Walker, autores do livro Plutonium and Highly Enriched Uranium 1996: World Inventories, Capabilities and Policies, em fins de 1995 Israel possuía 460 quilos de plutônio, a Índia possuía 330 quilos e o Paquistão, 210 quilos de urânio altamente enriquecido. Esses estoques estão fora do controle internacional e admite-se que sejam parte dos programas nucleares de cada um desses países.

## Revisão
Entre 3 e 28 de maio de 2010, realizou-se mais uma Conferência de Revisão do Tratado de Não Proliferação Nuclear, na sede das Nações Unidas, em Nova York. Em 28 de maio, os países signatários do TNP chegaram a um documento de consenso — o primeiro em dez anos — que inclui a interdição total de armas de destruição em massa no Oriente Médio. O documento final da Conferência prevê planos de ação para cada um dos três pilares do TNP:
1. Desarmamento;
2. Controle dos programas nucleares nacionais; e
3. Utilização pacífica da energia atômica.

O documento de 28 páginas diz também que os Estados Unidos, França, Rússia, China e Reino Unido, as potências nucleares do Conselho de Segurança da ONU, se comprometem a adotar medidas para reduzir seus arsenais de armamentos nucleares e a relatar seus progressos neste sentido. O documento reafirma "a importância da integração de Israel ao tratado e a disponibilização de suas instalações nucleares para visitas da Agência Internacional de Energia Atômica". Na mesma semana, o jornal britânico The Guardian publicou documentos do final dos anos 1970 sobre negociações havidas entre o governo israelense e a África do Sul, para transferência de tecnologia voltada à construção de armas nucleares. O governo israelense negou.
Os países signatários do TNP decidiram também organizar, em 2012, uma conferência internacional "para a qual todos os estados da região estão convocados", que deverá resultar no estabelecimento da zona desnuclearizada no Oriente Médio. O texto se refere a todos os países do Oriente Médio, incluindo o Irã. Porém, o único país citado nominalmente é Israel, que não é signatário do TNP. No dia seguinte, 29 de maio, o governo israelense divulgou uma nota informando que não participará da conferência  de 2012 e classificou o documento de "falho" e "hipócrita".